# Jim Halpert
Jim Halpert, all'anagrafe James, è uno dei protagonisti della serie tv The Office. 
Il suo personaggio è ispirato a Tim Canterbury (vedi The Office UK).

## Biografia del personaggio
Jim è nato il primo ottobre del 1978. Ha una sorella e due fratelli. 
Si sa che alle superiori ha praticato la pallacanestro e che gli piace molto il ciclismo. 
A partire dalla prima puntata si evince che Halpert è un ragazzo abile nel suo lavoro ma annoiato dalla routine di ufficio. Come passatempo, pertanto, ama fare scherzi e prendere in giro il suo compagno di scrivania, Dwight Schrute. 
Ha una cotta per Pam Beesly, segretaria dell'ufficio di Scranton. I due, successivamente, si sposeranno e avranno un bambino, Philip Halpert, e una bambina, Cecilia Halpert. 
Oltre ad essere un venditore per la Dunder Mifflin, ha ricoperto il ruolo di co-manager, per un periodo, insieme a Michael Scott. Con quest'ultimo ha un rapporto vacillante, stimandolo molto come venditore ma meno come capo. 
Alla fine della nona stagione, Jim abbandona il lavoro a Scranton e diventa presidente della Athleap, azienda operante nel settore sportivo.

## Curiosità
- Il personaggio di Jim Halpert compare sempre, fuorché nell'episodio 6 della sesta stagione.

- Tifa per i Philadelphia 76ers